# جیمز اتکینسون (خاورشناس)
جیمز اتکینسون (انگلیسی: James Atkinson; ۱۷ مارس ۱۷۸۰ – ۷ اوت ۱۸۵۲) جراح، خاورشناس، نقاش، و شاعر اهل بریتانیا بود. اتکینسون در ۱۸۰۵ برای کار پزشکی به هند رفت و در آن‌جا زبان فارسی را فراگرفت. او در ۱۸۱۸ دانشیار زبان فارسی در کالج فورت ویلیام شد. او همچنین از ۱۸۳۸ تا ۱۸۴۱ سرپرست گروه جراحان ارتش هند در کابل بود.

## آثار
- سهراب (کلکته، ۱۸۱۴، ۱۸۲۸) که ترجمه‌ای آزاد از داستان رستم و سهراب شاهنامه است.
- ترجمهٔ کلثوم ننه/عقایدالنساء آقاجمال خوانساری به انگلیسی (لندن، ۱۸۳۲)
- شاهنامهٔ فردوسی، شاعر ایرانی که ترجمهٔ چکیدهٔ تمام شاهنامه، به نثر آمیخته به نظم، است (لندن، ۱۸۳۲)
- ترجمهٔ منظوم لیلی و مجنون نظامی به انگلیسی (لندن، ۱۸۳۶)
- سفر به افغانستان (لندن، ۱۸۴۲)
- ویژگی‌ها و پوشاک مردم افغانستان، با همکاری (لندن، ۱۸۴۳).